# Adamsiana curoei
Adamsiana curoei is een insect uit de familie van de Ithonidae, die tot de orde netvleugeligen (Neuroptera) behoort. 
Adamsiana curoei is voor het eerst wetenschappelijk beschreven door Penny in 1996.